# Walter de Moura Cantídio
Walter de Moura Cantídio (Apodi, 6 de novembro de 1913 - Fortaleza, 6 de maio de 2007), foi um médico, professor e escritor brasileiro, além de um dos fundadores da Faculdade de Medicina da Universidade Federal do Ceará.

## Biografia
O Prof. Walter Cantídio cursou Medicina na Faculdade de Medicina do Recife, que hoje faz parte da Universidade Federal de Pernambuco, entre os anos de 1931 e 1936. Após a formatura, fixou residência em Fortaleza. Em 1942, ingressou no Departamento Estadual de Saúde. De 1951 a 1954, foi  Secretário de Saúde do governo de Raul Barbosa, além de Secretário de Educação do Ceará.
Entre outros cargos que ocupou, foi presidente do Centro Médico Cearense, do Conselho Regional de Medicina, fundador e diretor do Instituto do Câncer do Ceará, diretor da Associação Brasileira de Dermatologia. Walter Cantídio foi o terceiro reitor da Universidade Federal do Ceará, entre os anos de 1971 e 1974, e foi na gestão do Professor Cantídio que a UFC fez a reforma universitária, expandindo-se para o Campus do Pici. Entre 1974 e 1976 foi presidente da Associação Brasileira de Educação Médica. 
Em 1973 recebeu o título de Cidadão Cearense e, em 1977, de Cidadão de Fortaleza. Em 1983, lhe foi concedido o título de professor Emérito da UFC. Com os médicos Nilton Gonçalves, Waldemar de Alcântara, José Carlos Ribeiro e Jurandir Picasso, Walter Cantídio fundou a Faculdade de Medicina do Ceará, depois anexada à UFC. O Hospital Universitário Walter Cantídio foi nomeado em sua homenagem. O Professor Walter Cantídio partiu deixando dois filhos, o médico Walder Cantídio e a psicóloga Sônia Maria Cantídio, seis netos e três bisnetos, além de um legado para a medicina, a educação e a história do Estado do Ceará.